# Aylesbury, Buckinghamshire
Aylesbury je glavno mesto grofije Buckinghamshire na jugovzhodu Anglije. 